# 宇頭古墳群
宇頭古墳群（うとうこふんぐん）は、愛知県岡崎市宇頭町に所在する古墳時代後期の古墳群。矢作川西岸の碧海台地東縁に位置し、16基の古墳が確認されている。

## 概要
宇頭古墳群は、6世紀から7世紀にかけて形成された16基の古墳からなる群集墳。矢作川流域の碧海台地に展開する古墳群の一部を構成し、北は北野古墳群、南は桜井古墳群へと連なる分布を示す。全長60m以上の前方後円墳である宇頭大塚古墳が中心的な存在で、その南には五十狭城入彦皇子の墓に治定されている和志山古墳がある。埋葬者に関しては、近隣の古代寺院である別郷廃寺を建立した豪族の一族であるという説もある。

## 主要古墳
| 名称                           | 形状       | 規模        | 特徴                       |
| ------------------------------ | ---------- | ----------- | -------------------------- |
| 宇頭大塚古墳（薬王寺古墳）     | 前方後円墳 | 全長60m以上 | 周湟（幅3m・深さ2m）が残存 |
| 蓮華寺東1号墳（和志山第2号墳） | 円墳       | 直径20m     | 和志山古墳群に包含         |

### 宇頭大塚古墳の出土品
- 1912年（明治45年）の調査で確認された遺物[2]
  - 土器[2]
  - 鉄刀[2]
  - 製鏡[2]
  - 朱塗敷石[2]

## 歴史的意義
- 碧海台地の開発：矢作川西岸の沖積平野開発を進めた豪族の墓域と推定される[3]。
- 古墳文化の変遷：横穴式石室を採用した後期古墳群として、古墳時代終末期の葬制を考察する上で重要[1]。